# وسيم فيروز
وسيم فيروز (بالإنجليزية: Wasim Feroze)‏ هو لاعب كرة قدم هندي في مركز الدفاع، ولد في 1 سبتمبر 1986 في سري نكر في الهند. لعب مع نادي إيست بنغال ونادي محمدان.

## وصلات خارجية
- وسيم فيروز على موقع Soccerway.com (الإنجليزية)